# Lensvik
Lensvik er et område og et sogn i Agdenes kommune i Trøndelag. Den 1. januar 2016 havde Lensvik sogn 1.111 indbyggere.
Bygdens centrum består af landbyerne Øvergård, Indergård og Selbekken ved Trondheimsfjorden. Administrationen i Agdenes kommune ligger i Selbekken. Lensvik kirke er sognekirke og ligger ved Storelvens udløb i fjorden, nord for Selbekken. Lensvik er et jord- og skovbrugområde, særlig kendt for jordbærdyrking og pelsdyropdræt.
Ved indføringen af formannskapslovene af 1837 blev Lensvik en del af Stadsbygd formannskapsdistrikt, som ellers omfattede bygderne Rissa, Hasselvika og Ingdalen på begge sider af Trondheimsfjorden. I 1860 blev Lensvik udskilt fra Stadsbygd som en del af Rissa og blev sit eget sogn. Lensvik blev en egen kommune da Rissa blev delt i to i 1905; Lensvik havde ved oprettelsen 1.019 indbyggere. I 1964 blev Lensvik, som da havde 1136 indbyggere, slået sammen med indre dele af Agdenes og Ingdalen, som fortsat tilhørte Stadsbygd, til den nye Agdenes kommune.